# Diözese Berwari
Die Diözese Berwari war eine Diözese der Assyrischen Kirche des Ostens vom 16. bis zum 20. Jahrhundert in der Region von Berwari (in Norden des Irak).

## Name
Die Region Berwari wurde in syrischen Kolophonen auch als „Julmar“ (wohl nach der Stadt Julamerk) oder Beth Tannura (der Name eines großen jüdischen Dorfes im Beduh-Tal) bezeichnet.

## Die Nestorianische Diözese Berwari

### Frühe Geschichte
Vor dem 14. Jahrhundert war die Region Berwari Teil der Diözese Dasen. Aus dem 14. und 15. Jahrhundert ist über die Region nichts überliefert, aber eine Diözese „Berwari“ wird in einem Manuskript von 1514 vom Schreiber Sabrishoʿ bar Galalin, dem Bruder von Bischof Yahballaha von Julmar, erwähnt. Ein Manuskript von 1575 enthält mehrere Gedichte, welche zu einem unbekannten Zeitpunkt vom Metropolit Sabrishoʿ von Berwari verfasst wurden.

### Nach dem Chaldäischen Schisma
Nach dem Schisma von 1552 scheint es in der Region über mehrere Jahrzehnte eine Rivalität zwischen den bischöflichen Linien der „Eliya“ und der „Shimun“ gegeben zu haben. Manuskripte wurden von dem Bischof Yahballaha aus dem Pinyanish-Dorf Azyanish 1562 in Alqosch und 1602 im Berwari-Kloster „Mar Qayyoma“ kopiert, welche die Patriarchen Eliya VI. und Eliya VII. erwähnen. Bischof Yahballaha von Beth Tannura, der ebenfalls unter der Jurisdiktion von Patriarch Eliya VII. stand und mit großer Wahrscheinlichkeit derselbe Mann ist, wird in einem Bericht von 1607 erwähnt. Andererseits wird ein Metropolit Sabrishoʿ von Julmar in dem Bericht von 1607 erwähnt. Dieser ist aller Wahrscheinlichkeit der Metropolit Sabrishoʿ von Berwari, welcher zur Hierarchie von Shimun X. (Shemʿon X) gehörte und im Bericht von 1610 auftaucht.
Über ein Jahrhundert lang gibt es keine schriftlichen Zeugnisse für Bischöfe in Berwari, aber Mar Shimun XI. Ishoyahb (Shimon XI Ishoʿyahb) beanspruchte das Gebiet 1653 für sich. 1731 wurde von Alqosch ein Manuskript in Auftrag gegeben bei Bischof Yahballaha, was darauf hindeutet, dass er möglicherweise zur Hierarchie des Patriarchen Eliya XII. aus Mossul gehörte.
Ein Metropolit Ishoʿyahb von Beth Tannura, der zur Hierarchie des Patriarchats von Qodshanis gehörte, wird in Manuskripten von 1817, 1829 und 1831 erwähnt. In Anbetracht dieser Erwähnungen könnte es sich um den „ältlichen Metropoliten Ishoʿyahb von Berwari“ („elderly metropolitan Ishoʿyahb of Berwari“) handeln, welcher von den Britischen Missionaren William Francis Ainsworth 1841 und von George Percy Badger 1850 erwähnt wird.
Ishoʿyahb, der 1850 bereits als alt beschrieben wurde, verstarb wahrscheinlich kurz darauf. 1868 hatte Berwari wieder drei Bischöfe: Ishoʿyahbs jungen natar kursyas Yahballaha und Ishoʿyahb, die nach seinem Tod gemeinschaftlich geweiht worden waren und die zusammen im selben Haus bei Dure lebten, und ein Bischof Yonan, der in dem Dorf ʿAqri residierte. Eine Petition 1868 an den Erzbischof von Canterbury wurde von Yonan von ʿAqri und Ishoʿyahb von Dure unterzeichnet und alle drei Männer wurden von dem anglikanischen Missionar Edward Cutts 1877 erwähnt. Yahballaha starb vor 1884, aber Ishoʿyahb und Yonan sind in Macleans Hierarchy von 1884 verzeichnet, und in Rileys Hierarchie 1888. Yonan wird 1903 als Sympathisant der Katholischen Kirche von Jacques Rhétoré erwähnt. Ishoʿyahb konvertierte zur Chaldäisch-katholischen Kirche am 31. Märch 1903 in einer öffentlichen Zeremonie in ʿAmadiya, aber kehrte bald darauf zum „Nestorianismus“ zurück. 1907 wurde er von Shimun XIX. Benyamin abgesetzt, der an seiner Stelle den 18-jährigen Yalda Yahballaha als Bischof von Berwari einsetzte. Die Weihe dieses „Jungen von geringer Bildung“ („boy of slight education“) verärgerte die anglikanische Mission, welche versuchten den jungen Patriarchen zu einer Reform von Klerus und Bischofsamt zu bewegen, aber sie äußerten keinen Protest. Yalda Yahballaha war einer der wenigen Überlebenden der Hierarchie von Qudshanis nach dem Ersten Weltkrieg und blieb Bischof von Berwari bis zu seinem Tod 1950.
Die bischöfliche Familie von Mar Yahballaha wurde von Mar Yosip Khanisho. Nach Yaldas Tod waren seine beiden Neffen Andreos und Shallita Anwärter für das Amt, aber keiner von beiden war 1951 alt genug um geweiht zu werden. Der Bischofssitz blieb secs Jahre lang vakant. Dann weihte Mar Khananisho Andreos (mit 19 Jahren) zum Bischof. Andreos Yahballaha diente als Bischof bis zu seinem Tod im Juni 1973 im Alter von 35 Jahren. Es wird vermutet, dass er aufgrund seiner Rolle im Krieg der Kurden gegen die Regierung im Irak umgebracht wurde.
Die Weihe von Andreos führte jedoch auch zu Spaltungen in der Gemeinschaft, da einige erwarteten, dass Shallita aufgrund von Präzedenz geweiht würde. Shallita und seine Anhänger wollten nicht katholisch werden, sondern trieben einer Union zwischen Syrern und Assyriern voran. Timothaus Shallita Yahballaha schloss sich schließlich der Syrisch-Orthodoxen Kirche an und wurde von Patriarch Ignatius Yaqub III. am 23. Oktober 1958 in Beirut zum Erzbischof geweiht. Er schloss sich allerdings nicht der Synode an und hielt Kontakt mit dem Patriarchat der Assyrischen Kirche des Ostens. Er kehrte sogar nach seiner Weihe nach Barwari-Bala zurück und blieb dort bis 1963 der Krieg ausbrach, daraufhin wurde das Patriarchat nach Damaskus verlegt. 1967 wurde er vom Weltkirchenrat nach Deutschland eingeladen, wo er seither residiert. Shallita beendete später wieder seine Beziehung zur Syrisch-Orthodoxen Kirche. 1969 schloss er sich der Alten Kirche des Ostens an und erkannte Mar Addai II. als Patriarchen an. Hier schloss er sich 1995 auch der Synode an und wurde als Metropolit von Europa mit Sitz in Mainz-Kastel eingesetzt. Er spielte auch mehr als 20 Jahre lang eine wichtige Rolle in der Flüchtlingshilfe für Assyrer und kämpfte erfolgreich für Assyrer, die ein Asyl in Europa suchten.
1999 wurde Mar Isaac Yousif von Mar Dinkha IV. zum Bischof geweiht, und die neue Diözese Dohuk-Arbil eingerichtet, was als eine moderne Wiederbelebung der Diözese Berwari angesehen wird.

## Statistik
Die Diözese Berwari umfasste 27 Ostsyrische Dörfer in der Region Berwari und in den angrenzenden Distrikten Sapna und Nerwa. Dazu gehörten 1850 (Badger): 348 Familien, 18 Priester und 20 Kirchen. 1841 gehörten, laut Ainsworth, auch die Dörfer Alqoshta, Musakan, Robara und Dargeli dazu, sowie die Dörfer Meristak und Inishk (in Sapna, später ein Chaldäisches Dorf) und das Dorf Erdil im Distrikt Zibar. Musakan wurde ebenfalls als Dorf der Diözese aufgefasst, auch wenn es nicht in der Statistik erscheint. Außerdem gb es wohl eine Anzahl an Gläubigen in der Stadt Ashitha im Distrikt Tiyari, welche dorthin geflohen waren nach dem Massaker etwas früher in dem Jahr.
Youel Baaba hat in einem Buch die Syrischen Namen der Dörfer der Diözese Berwari verzeichnet.

### East Syriac communities in the diocese of Berwari, 1850
| Name des Dorfes | Syrisch | No. der Familien | No. der Priester | No. der Kirchen | Name des Dorfes | Syrisch | No. der Familien | No. der Priester | No. der Kirchen |
| --------------- | ------- | ---------------- | ---------------- | --------------- | --------------- | ------- | ---------------- | ---------------- | --------------- |
| ʿAmadiya        | ܥܡܝܕܝܐ  | 25               | 1                | 0               | ʿAina d'Nune    |         | 20               | 1                | 1               |
| Deiri           |         | 12               | 0                | 1               | Hayyat          |         | 5                | 1                | 1               |
| Komane          | ܟܘܡܢܐ   | 13               | 0                | 1               | Beth Shmiyaye   |         | 6                | 1                | 1               |
| Dirgini         |         | 40               | 2                | 1               | Dure            |         | 20               | 4                | 2               |
| Bilejan         |         | 8                | 0                | 0               | Helwa           | ܗܠܘܐ    | 7                | 1                | 1               |
| Bebadi          |         | 20               | 1                | 1               | Malaktha        | ܡܠܐܟܬܐ  | 5                | 0                | 0               |
| Hamziyya        | ܗܡܙܝܐ   | 6                | 0                | 1               | ʿAqri           |         | 20               | 1                | 1               |
| Dehe            |         | 10               | 0                | 1               | Beth Baloka     |         | 10               | 1                | 1               |
| Tarshish        |         | 20               | 1                | 1               | Hayyis          |         | 15               | 1                | 1               |
| Jdida           |         | 5                | 0                | 0               | Qaru            |         | 10               | 1                | 1               |
| Beth Kolke      |         | 5                | 0                | 0               | ʿAlih           |         | 2                | 0                | 1               |
| Tutha Shamaya   |         | 10               | 0                | 0               | Bash            |         | 12               | 1                | 1               |
| Maya            |         | 15               | 0                | 0               | Wila            |         | 10               | 1                | 1               |
| Derishke        |         | 15               | 0                | 0               | Total           |         | 348              | 18               | 20              |